# Pseudopoda fabularis
Pseudopoda fabularis là một loài nhện trong họ Sparassidae.
Loài này thuộc chi Pseudopoda. Pseudopoda fabularis được Peter Jäger miêu tả năm 2008.